# 赤の永遠/罪滅ぼし野ばら
「赤の永遠／罪滅ぼし野ばら」(あかのとわ／つみほろぼしのばら) は、日本のロック歌手、清春の23枚目のシングル。会場限定販売シングルである。

## 概要
- 2018年2月9日に行われたライブ『KIYOHARU 25 TIMES DEBUT DAY』及2月23日から開始したライブツアー『KIYOHARU TOUR 天使の詩2018『LYRIC IN SCARLET』の会場限定販売である[1]。
- ジャケットアートワークは、sadsのベーシストYUTAROが手がけている[1]。

## 収録曲
| 全作詞・作曲: 清春、全編曲: 三代堅、清春。 |                                      |      |            |      |
| #                                          | タイトル                             | 作詞 | 作曲・編曲 | 時間 |
| 1.                                         | 「赤の永遠」                         | 清春 | 清春       | 5:06 |
| 2.                                         | 「罪滅ぼし野ばら」(アルバム未収録曲) | 清春 | 清春       | 4:42 |
| 合計時間:                                  | 合計時間:                            | 9:52 |            |      |

## 参加ミュージシャン
- Guitar:DURAN
- Bass:沖山優司
- Drum:Katsuma
- Keyboard:中村圭作
- Percussion:容昌
- Programing:三代堅